# Kostel svatého Jiří (Bělotín)
Kostel svatého Jiří je farní kostel v obci Bělotín, náleží do děkanátu Hranice, arcidiecéze olomoucká, je farním kostelem římskokatolické farnosti Bělotín. Kostel je kulturní památka České republiky.

## Historie
První písemná zmínka o obci pochází z roku 1201. Původní kostel pocházel z 15. století a patřil luteránům. V roce 1622 získal panství kardinál František z Dietrichsteina, který panství rekatolizoval. V roce 1646 byl kostel vypálen švédskými vojsky, kostel byl dřevěný, pouze věž byla zděná (z 16. století). Znovu vyhořel po zapálení bleskem v roce 1696. V roce 1720 byla nově zastřešena věž a kostel v roce 1754 znovu vyhořel. V roce 1754 Karel Maxmilián založil nový kostel. K zděné renezanční věži je na původních základech přistavěna loď a 2. října 1757 byl kostel vysvěcen. Autorem přestavby byl brněnský stavitel a dvorní architekt kardinála Františka Dietrichsteina, František Antonín Grimm.

## Architektura
Jednolodní orientovaná zděná barokní stavba. Loď čtvercovým půdorysem s kruchtou je ukončena půlkruhovým odsazeným kněžištěm. Ke kněžišti se z jihu přimyká sakristie. Střecha lodi a kněžiště je sedlová krytá plechem. Na hřebenu střechy lodi je sanktusník tvořen lucernou s jehlanovou střechou.

### Věž
Hranolová věž je přisazena osově k západnímu průčelí. Z věže vede přístup po schodech na kruchtu s varhany, do zvonového patra, k věžním hodinám a do půdních prostor lodi. Ve zvonovém patře se nacházely zvony z roku 1548 a dva z roku 1695 a 1697 ulité opavským zvonařem Jiřím Maderhoferem. Věž byla v roce 1764 nově zastřešena, krytá šindelem.

### Interiér
Interiér je barokní. Hlavní oltář je zasvěcen svatému Jiří a je z roku 1819, v roce 1829 byl opatřen polychromií. Oltářní obraz Boj sv. Jiří s drakem namaloval v roce 1857 oderský malíř Josef Heinz. Po stranách oltáře jsou zlacené alabastrové sochy Cyrila a Metoděje z roku 1831. Obrazy křížové cesty namaloval novojičínský malíř Ignác Berger. Boční oltář na evangelijní straně je zasvěcen sv. Tekle s oltářním obrazem od Ignáce Bergera z roku 1885 a po stranách se nachází sochy sv. Petra sv. Pavla od Jana Kammereitha (1715–1769). Boční oltář na epištolní straně je zasvěcen Panně Marii Růžencové, jejíž obraz namaloval Antonín Nevídal, a po stranách oltáře jsou sochy sv. Anny a sv. Jáchyma od Jana Kammereitha.
Kazatelna z roku 1864 je zdobena reliéfy od Josefa Heinze, nad kazatelnou je stříška s plastikou Mojžíše s deskami Desatera.
Varhany byly pořízeny v roce 1850 u novojičínského varhanáře Johanna Neussera (1807–1878). Příspěvek na varhany v částce 800 zlatých poskytli farníci a také kníže František  Josef z Dietrichsteina a vedení společnosti Severní dráhy císaře Ferdinanda. V roce 1905 vyhotovil nové varhany Karel Neusser (1844–1925), syn Johana.

## Okolí
V roce 2015 byla před bělotínskou faru postavena socha akademického sochaře Michala Moravce Sv. Jiří – patron obce Bělotína. Socha byla slavnostně vysvěcena u příležitosti otevření Muzea na Faře. Budova Fara je dvoupodlažní zděná budova s valbovou střechou. Uzavřený areál fary s přilehlou zděnou hospodářskou budovou a zahradami tvoří se základní školou dominantu obce. Podél přístupové cesty k základní škole bylo v letech 2016–2017 usazeno sousoší Husovy pravdy.

## Galerie

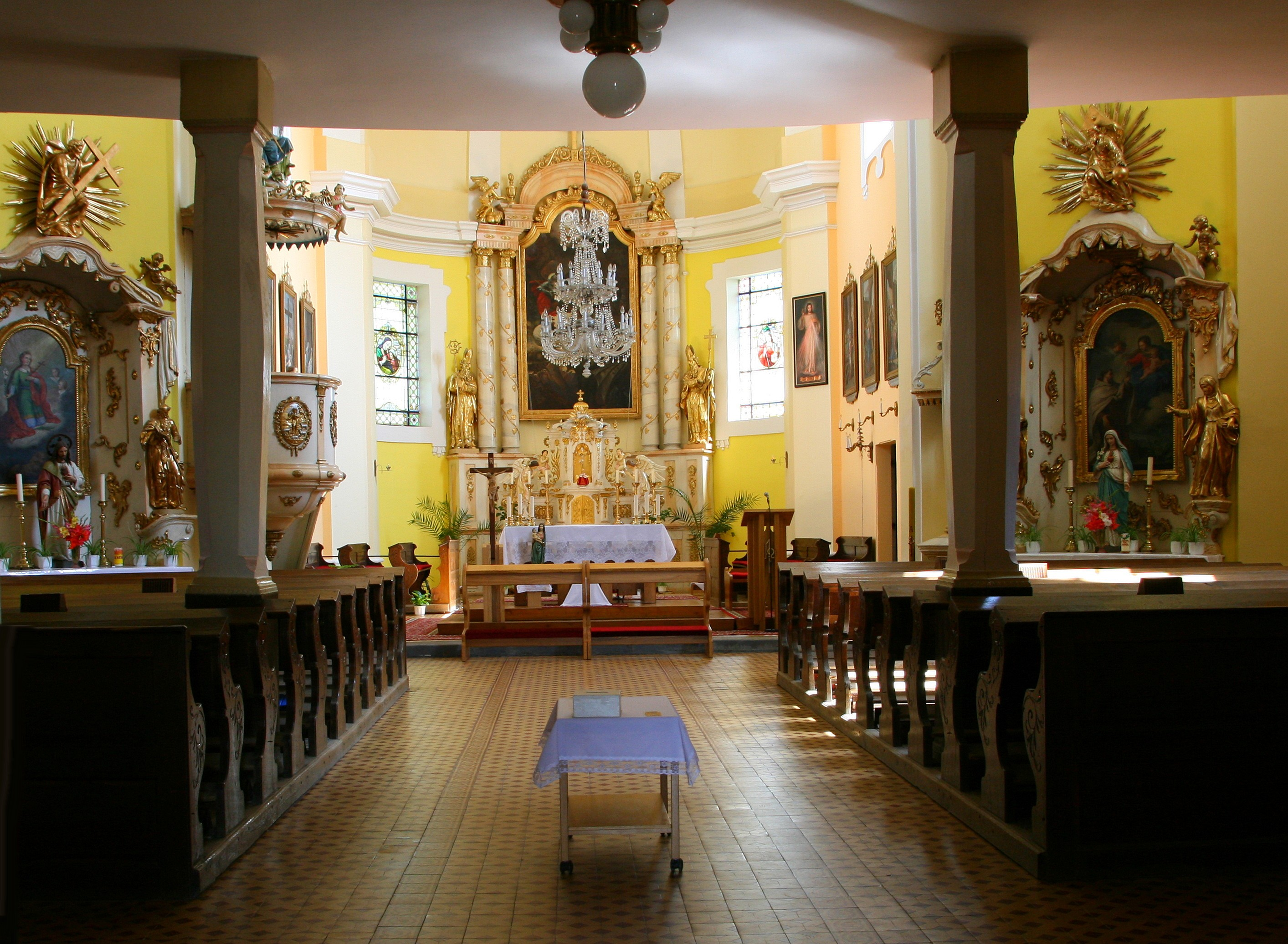
Interiér
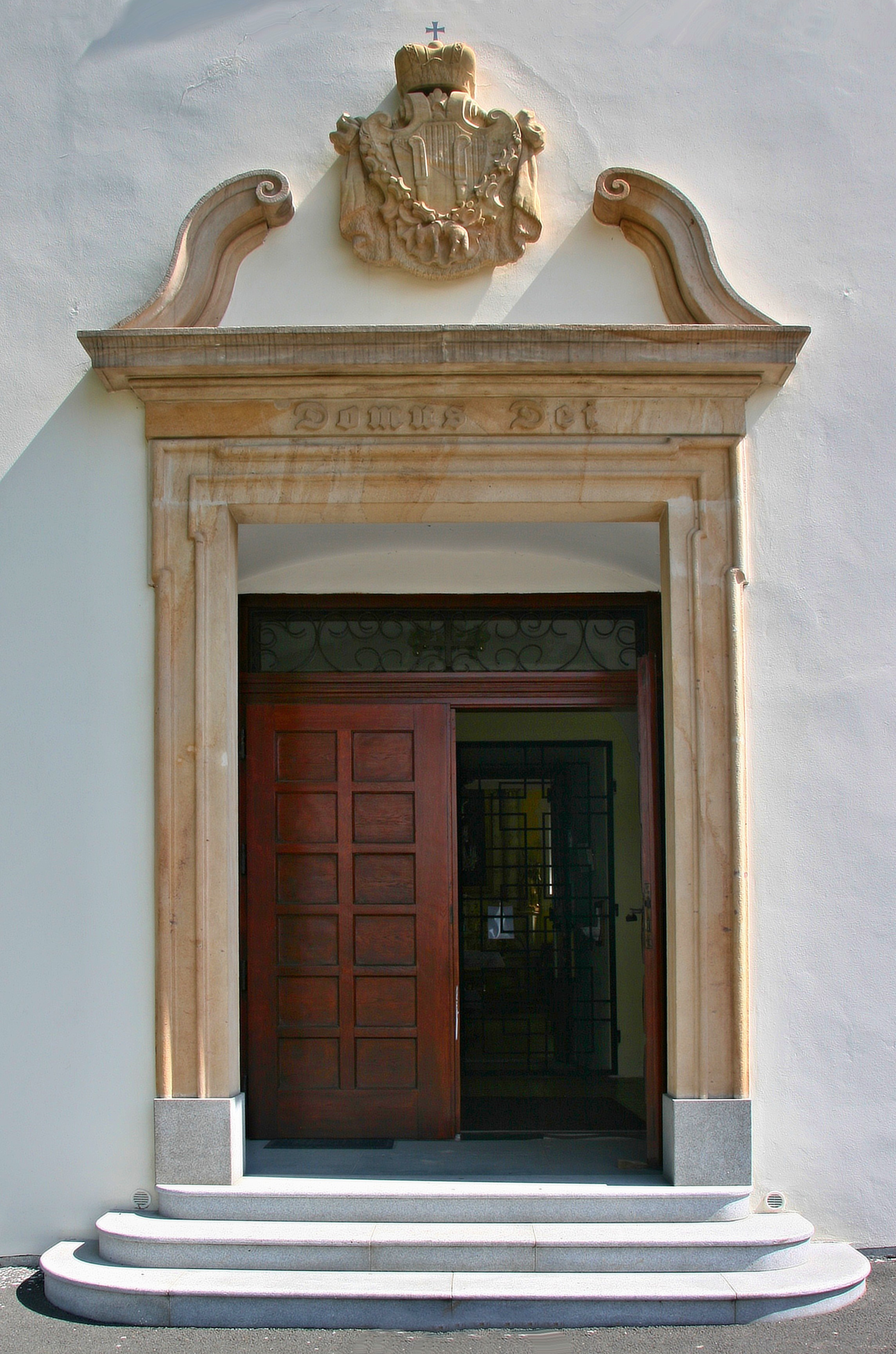
Hlavní vchod podvěžím s erbem Dietrichsteinů
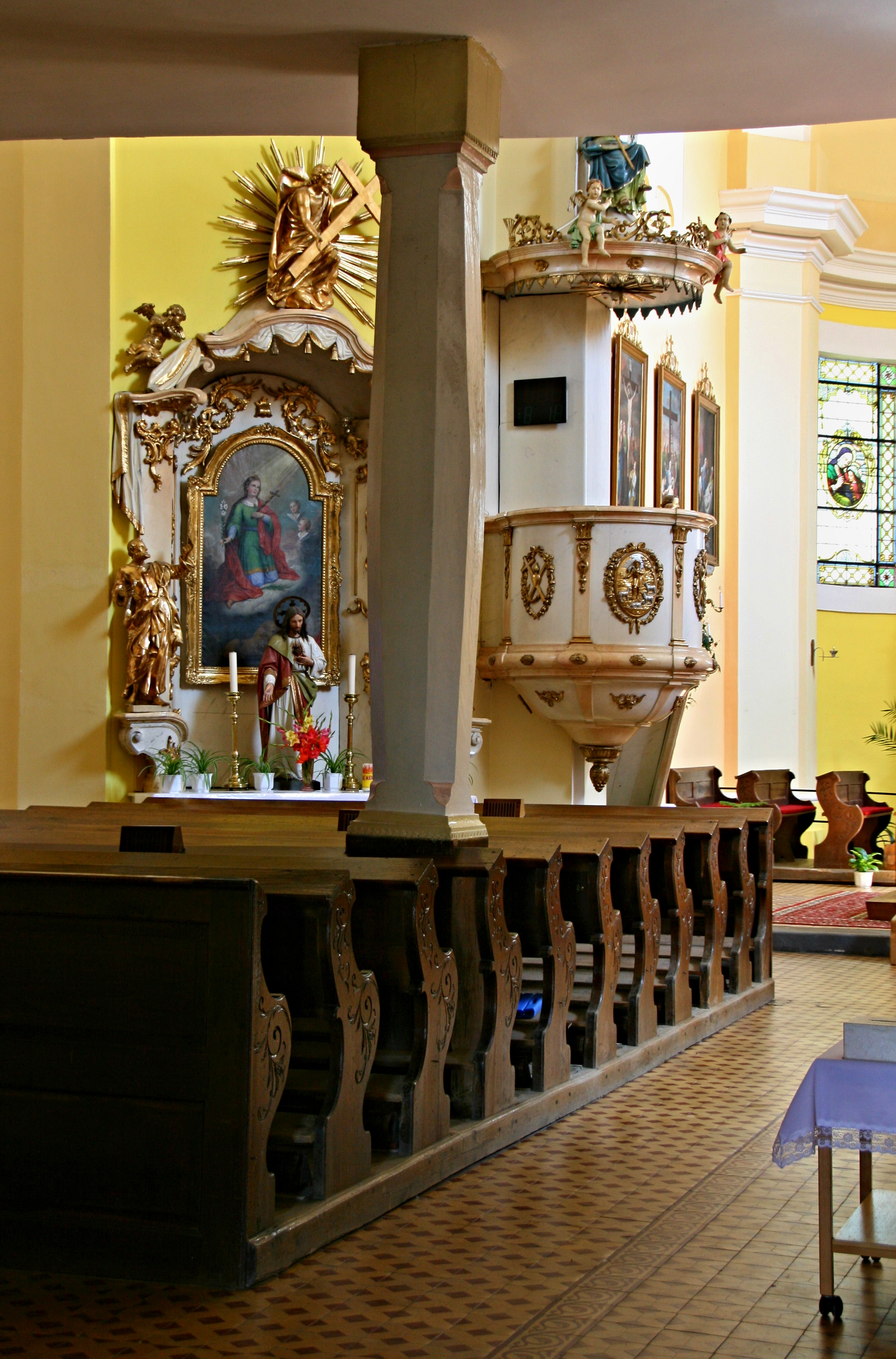
Boční oltář sv. Tekly a kazatelna